# Helena Havelková
Helena Havelková (Liberec, 25 luglio 1988) è una pallavolista ceca, schiacciatrice delle Cangrejeras de Santurce.

## Carriera

### Club
Helena Havelková esordisce nella pallavolo professionistica nella stagione 2003-04, quando debutta nella Extraliga ceca, con la squadra della sua città, la Lokomotiva Liberec. Nella stagione seguente passa allo Slavia Praga, dove milita per un triennio.
Nel campionato 2007-08 si trasferisce in Italia, ingaggiata dal Sassuolo, in Serie A1: resta legata alla squadra emiliana per due annate, fino al campionato 2009-10, quando viene acquistata dal Busto Arsizio; durante la militanza con la squadra bustocca, dopo aver conquistato la Coppa CEV 2009-10, nell'annata 2011-12 vince la Coppa Italia, dove viene premiata come MVP, la Coppa CEV e lo scudetto.
Nella stagione 2012-13 viene ingaggiata dalla squadra russa della Dinamo Krasnodar, vincendo la Challenge Cup, mentre nella stagione seguente passa all'Eczacıbaşı, nella Voleybol 1. Ligi turca. Nell'annata 2014-15 torna alla formazione di Busto Arsizio, mentre nel campionato successivo approda in Polonia per difendere i colori del Chemik Police, in Liga Siatkówki Kobiet, vincendo la Supercoppa polacca, la Coppa di Polonia e lo scudetto.
Dopo un'annata in Cina con lo Shanghai, nella Chinese Volleyball League, è nuovamente nella Serie A1 italiana per la stagione 2017-18 con la Pro Victoria. Torna nella Superliga russa nel campionato 2018-19, ingaggiata dalla Dinamo Mosca, dove milita per due annate e con cui si aggiudica, nel corso della prima, la Supercoppa russa, la Coppa di Russia e lo scudetto; rientra quindi in Italia per la stagione 2020-21, trasferendosi alla Wealth Planet Perugia, dove milita un biennio.
Dopo un periodo di inattività, torna in campo a Porto Rico, dove difende i colori delle Cangrejeras de Santurce nella Liga de Voleibol Superior Femenino 2024, vincendo lo scudetto.

### Nazionale
Nel giro della nazionale ceca dal 2007, vince la medaglia d'oro all'European League 2012. Nel 2024 conquista l'argento all'European Golden League e l'oro alla Volleyball Challenger Cup.

## Palmarès

### Club
- Campionato italiano: 1

2011-12
- Campionato polacco: 1

2015-16
- Campionato russo: 1

2018-19
- Campionato portoricano: 1

2024
- Coppa Italia: 1

2011-12
- Coppa di Polonia: 1

2015-16
- Coppa di Russia: 1

2018
- Supercoppa polacca: 1

2015
- Supercoppa russa: 1

2018
- Coppa CEV: 2

2009-10, 2011-12
- Challenge Cup: 1

2012-13

### Nazionale (competizioni minori)
- European League 2012
- European Golden League 2024
- Volleyball Challenger Cup 2024

### Premi individuali
- 2011 - European League: Miglior realizzatrice
- 2012 - Coppa Italia: MVP
- 2012 - European League: Miglior ricevitrice
- 2013 - Pallavolista ceca dell'anno
- 2015 - Champions League: Miglior schiacciatrice